# Einer muß die Leiche sein
Einer muß die Leiche sein ist ein deutscher Kriminalfilm der DEFA von Iris Gusner aus dem Jahr 1978. Er beruht auf dem gleichnamigen Kriminalroman von Gert Prokop.

## Handlung
Eine Gruppe Touristen aus der DDR macht Urlaub an der Schwarzmeerküste in Bulgarien. Auf Anregung des stets fotografierenden Hans-Peter Maiendorff nehmen sie zusammen an einem Ausflug auf eine Insel teil: Die in die Jahre gekommene Magda und die alleinstehende Pitty, das Arztehepaar Kunack, der Krimifan und Arzt Dr. Franz Enderlein und seine Frau Johanna, Dieter Gotthardt mit seiner viel jüngeren Ehefrau Lisa, die jungen Männer Peter und Wolfgang sowie das Paar Susanne und Hans, das sich erst auf der Reise kennengelernt hat. Reiseleiterin ist die Bulgarin Shana, Bootsführer Wassil spricht nur bulgarisch.
Auf der Insel verbringen alle einen fröhlichen Tag und ziehen sich abends kurz vor dem geplanten Aufbruch zurück aufs Festland in die Hütte auf der Insel zurück. Shana jedoch verkündet der Gruppe, dass der Motor des kleinen Schiffes kaputt ist. Während Wassil mit der Reparatur beginnt und Egon Kunack seine hysterische Frau beruhigt, schlägt Franz Enderlein ein Detektivspiel vor: Einer ist der Detektiv, in der Hütte wird das Licht ausgemacht und der per Los bestimmte „Mörder“ sucht sich im Dunkeln ein Opfer. Anschließend muss der Detektiv alle, auch das Opfer, befragen, wo sie waren, was sie gehört oder bemerkt haben, und so den Täter finden. Dem stillen Hans ist das Spiel zu albern und er liest abseits ein Buch. Der Rest jedoch macht mit. Das Opfer wird Susanne, die laut Spiel erdolcht wird und dem Detektiv anschließend Rede und Antwort steht. Die Befragungsrunde jedoch wird allen bald langweilig, und so verlassen unter anderem Pitty und Maiendorff die Hütte. Auch Susanne geht, nachdem sie im Spiel alle Fragen beantwortet hat. Auf Shanas Bitte hin versammeln sich alle wieder in der Hütte, da die felsige Inselgegend vor allem im Dunkeln für Fremde gefährlich sein kann. Susanne fehlt jedoch. Franz und Dieter finden ihren reglosen Körper am Fuß eines Abhangs im Wasser treibend vor. Offensichtlich ist sie hinter der Hütte durch ein Geländer gebrochen und den Abhang hinuntergestürzt.
Die Nachricht vom Tod Susannes sorgt für Unruhe. Nur Franz und Dieter ahnen, dass es Mord war, da sich in der Schädelwunde Susannes ein Holzsplitter befunden hat, das entsprechende Holzstück des Geländers jedoch fehlt. Es kann nicht ins Meer gefallen sein, weil die Strömung es zurück an den Strand getrieben hätte. Die Fußspuren an der Absturzstelle machen zudem deutlich, dass Susanne mit dem Rücken zum Abgrund gestanden haben muss, als sie fiel. Franz und Dieter beginnen mit einer Befragung der Anwesenden – vorgeblich, um Fakten für eine anstehende Befragung durch die bulgarische Polizei zusammenzutragen. Susanne wurde von verschiedenen Männern umschwärmt, auch von Egon, den seine krankhaft eifersüchtige Frau gar als Mörder bezeichnet. Maiendorff hat ihn während des Urlaubs zusammen mit Susanne gesehen. Er hat zudem ein Gespräch mit Hans belauscht, in dem Susanne mit ihm bereits über gemeinsame Kinder sprach. Wassili gilt als verdächtig, weil es seine Segeltuchschuhe gewesen sein könnten, deren Abdrücke ebenfalls an der Absturzstellen gefunden wurden. Maiendorff war nachts draußen, ebenso wie Pitty.
Als das Schiff am nächsten Morgen wieder fahrbereit ist, berichten Franz und Dieter vom Mordverdacht. Wassili und Wolfgang Altmann, der als Detektiv des Spiels die Hütte nie nach Susanne verlassen hat und daher als unverdächtig gilt, fahren mit der Leiche zum Festland zurück und benachrichtigen die Polizei. Unterdessen geht die Suche nach dem Mörder auf der Insel weiter. Johanna und Lisa werten gemeinsam ein Notizbuch aus, das Susanne in Steno geführt hat. Da ist von einer längeren Beziehung zu einem gewissen Jack die Rede, die kurzzeitig beendet war, dann aber wieder begann und offenbar vor dem Urlaub und der neuen Beziehung zu Hans nicht aus war. Dieter und Franz finden unterdessen den Teil des Zauns, mit dem Susanne erschlagen wurde. Sie befragen Hans, der gereizt reagiert und Dieter vorwirft, Franz blind zu vertrauen, habe doch nur der den angeblichen Holzsplitter in Susannes Kopfwunde gesehen. Dieter und auch Franz kommen Zweifel. Da erscheint Johanna und löst das Rätsel: Der im Notizbuch genannte Jack ist – übersetzt – niemand anderes als Hans.
Hans gibt schließlich den Mord zu. Er hat Susanne bereits seit einem Jahr gekannt. Während dieser Zeit war seine Verlobte beruflich im Ausland und Hans begann eine Affäre mit Susanne. Erst kurz vor der Rückkehr seiner Verlobten gestand Hans Susanne, dass er im Sommer eine andere heiraten werde. Sie versprach ihm, dass er jederzeit zu ihr kommen könne und beide führten die Beziehung fort. Susanne hoffte, in dieser Zeit Hans ganz für sich gewinnen zu können. Hans jedoch entschied sich für seine Verlobte. Erst, als diese beruflich erneut ins Ausland musste und so der gemeinsam geplante Sommerurlaub in Bulgarien ausfiel, schlug Susanne vor, dass sie doch mit ihm reisen könnte. Über eine Bekannte im Reisebüro organisierte Susanne ihre Reise so, dass sie separat zur Gruppe hinzukam und für die Außenstehenden Hans zum ersten Mal am Flughafen traf. Als sie ihn während des Urlaubs unter Druck setzte, seine Verlobte zu verlassen, schlug Hans sie während eines Streits mit einem Knüppel und sie stürzte den Hang hinunter und starb. Hätte Susanne ihn nicht freigegeben, und sie hatte bereits Fotos, die beide gemeinsam während des Urlaubs zeigen, in die Heimat geschickt, um Hans von seiner Verlobten zu trennen, wäre Hans’ berufliche Karriere gefährdet gewesen: Er sollte im September eine leitende Position in einem Werk in Kalkutta antreten und seine Verlobte war die Tochter seines Chefs.

## Produktion
Einer muß die Leiche sein beruht auf dem gleichnamigen Kriminalroman von Gert Prokop, der 1976 erschienen war. Die Dreharbeiten fanden vor Ort in Bulgarien statt und wurden vom Studio für Spielfilme Sofia, Kinozentrum Bojana, unterstützt.
Der Film erlebte am 2. Februar 1978 im Berliner Kosmos seine Premiere und kam am folgenden Tag in die Kinos der DDR. Am 13. November 1979 lief er erstmals auf DFF 2 im Fernsehen der DDR.

## Kritik
Die zeitgenössische Kritik zeigte sich wenig angetan: „In diesem Film hat jede Figur ein, zwei konfliktbezogene Eigenschaften, die dann zum Teil über Gebühr strapaziert und ausgespielt werden, während der Zuschauer sie längst ‚verarbeitet‘ hat“, fand die Weltbühne 1978. Renate Holland-Moritz schrieb, dass im Film keine Menschen gezeigt werden, „es erscheinen Puppen, die eine Klischee-Vorstellung geben“.
Für den film-dienst war Einer muß die Leiche sein ein „künstlerisch unbefriedigender Gegenwartsfilm, der weder als Kriminalfilm noch als sozialkritische Gruppenanalyse überzeugt und sein brisantes Material nur ungenau aufbereitet.“ Klaus Wischnewski nannte Einer muß die Leiche sein eine „recht schwache… Story im Gewand des Kriminalfilms“.
„Aus einem Mörder-und-Detektiv-Spiel unter Touristen […] wird Ernst… Plump.“ lautete das Urteil der Cinema.